# اعتراضات غیزانیه
اعتراضات غیزانیه شامل درخواست مردم این منطقه برای تأمین آب آشامیدنی می‌شود. این بخش شامل ۸۳ روستا و دارای بیش از ۲۵ هزار نفر جمعیت است.

## موقعیت
بخش غیزانیه، یکی از بخش‌های شهرستان اهواز در استان خوزستان است. این بخش در واقع بزرگترین بخش شهرستان اهواز است. علاوه بر واقع شدن شرکت‌های نفت و گاز کارون و مارون، شرکت ملی حفاری ایران، پتروشیمی مارون و پتروشیمی رازی، مسیر ترانزیت بنادر ایران نیز در این بخش قرار دارد که می‌توان آن را با داشتن ۶۰۰ حلقه چاه نفت و تولید روزانه ۷۰۰ هزار بشکه نفت یکی از نفت‌خیزترین مناطق این استان دانست.
ساخت سایت دفن و بازیافت زباله در نزدیکی این بخش، خاکی بوده مسیرهای دسترسی به روستاها، نبود زیرساخت‌های فرهنگی و کمبود مدارس، قرار گرفتن یکی از بزرگترین کانون‌های ریزگرد، مشکلات زیست‌محیطی ناشی از نشت لوله‌های نفت بخشی از مشکلات این بخش می‌باشد.

## اعتراضات

اعتراضات خرداد ۹۹

### ۳ خرداد ۹۸
در سوم خرداد ۹۸ مردم این بخش در اعتراض به توقف طرح آب‌رسانی به بستن جاده ترانزیتی اقدام کردند که موجب فعالیت طرح شد و تاریخ بهره‌برداری از آن اول آبان ۹۸ و اسفند ۹۸ به عنوان زمان اتمام طرح اعلام شد.

### ۳ خرداد ۹۹
در سوم خرداد ۹۹ مردم این بخش در اعتراض به وضعیت بد آب آشامیدنی و انجام نشدن طرح آبرسانی و بی‌مسئولیتی بخشداری و مدیران آبفا روستایی اهواز و عملی‌نشدن وعده‌های استاندار، اقدام به بستن جاده ترانزیتی اهواز به رامهرمز کردند که با حضور نیروهای پلیس و شلیک «گلوله‌های ساچمه‌ای» و گاز اشک‌آور منجر به مجروح شدن عده‌ای گشت. به گفته محمد غرابی عضو شورای غیزانیه ۶ نفر از معترضان که یک نفر از آنها پسر بچه بوده با تیراندازی پلیس، که چهار نفر از ناحیه پا و ۲ نفر از ناحیه سر مجروح شدند، اما تعداد دیگری هم در این تیراندازی مجروح شده بودند که به دلیل ترس از بازداشت مجروحیت خود را اعلام نکرده‌اند.

## پروژه آب‌رسانی
طرح آبرسانی به بخش غیزانیه از مصوبات استاندار خوزستان در دی ماه ۹۵ بوده‌است.
به گفته محمدعلی موسوی جزایری، نمایندگان مردم خوزستان در مجلس خبرگان رهبری مشکل آب مردم بخش غیزانیه متأسفانه سابقه طولانی دارد و از اوایل پیروزی انقلاب اسلامی مطرح بوده و بارها به مسوولان مربوط تذکر داده‌ایم ولی تاکنون حل نشده‌است.
استاندار خوزستان خرداد ۹۹ مدت زمان تکمیل پروژه آبرسانی به بخش غیزانیه اهواز را ۲ هفته بیان کرد.

## نتایج

### خرداد ۹۹
استاندار خوزستان با اشاره به محق بودن مردم غیزانیه اهواز در اعتراض به وضعیت آب این بخش قول داد که تا دو هفته آینده آب مطلوب به خانه‌های اهالی بخش غیزانیه برسد. وی با اشاره به اینکه بیش از ۴۵ میلیارد تومان تاکنون هزینه شده تا آب مطلوب به بخش غیزانیه برسد.

## واکنش‌ها
- سرهنگ محسن دالوند فرمانده انتظامی کلانشهر اهواز: اگر مسئولان امر به خواسته‌های مردم توجه کنند هیچ‌گاه مشکلات اجتماعی به مسائل انتظامی تبدیل نخواهد شد و نمونه آن همین تأمین آب شرب مردم بخش غیزانیه است.[۵]
- صادق حقیقی‌پور مدیرعامل شرکت آبفای خوزستان: انتظار داریم وزارت نیرو و استاندار در خصوص وضعیت آب روستایی استان به ما کمک کنند. این منطقه بسیار محروم است لذا ما رسیدگی به این منطقه را در اولویت کاری خود قرار دادیم.[۵]